# Světlana Kračevská
Světlana Ivanovna „Esfir“ Dolženková-Kračevská (rusky Светлана Ивановна „Эсфирь“ Долженко-Крачевская, * 23. listopadu 1944) je bývalá sovětská atletka, který startovala hlavně ve vrhu koulí.
Je židovka a narodila se v Šyrokém v Oděské oblasti na Ukrajině. Startovala za Sovětský svaz v letních olympijských hrách 1980 konaných v Moskvě, kde získala stříbrnou medaili.